# Xanthorhoe brunneomarginata
Xanthorhoe brunneomarginata là một loài bướm đêm trong họ Geometridae.